# Axel Zitzman
Axel Zitzman, né le 21 février 1959 à Gräfenthal, est un sauteur à ski est-allemand.

## Biographie
Il passe son enfance à Lauscha et devient membre du club SC Motor Zella-Mehlis.
En 1979, pour ses débuts dans une compétition majeure, il prend la médaille d'argent aux Championnats du monde de vol à ski à Planica derrière Armin Kogler.
Il fait ses débuts dans la Coupe du monde en décembre 1980 à Oberstdorf. Sur cette Tournée des quatre tremplins, il se classe notamment onzième à Innsbruck. Plus tard dans l'hiver pour son ultime concours dans l'élite, à Planica, il termine troisième et monte donc sur son seul podium en Coupe du monde.

## Palmarès

### Championnats du monde de vol à ski
| Épreuve / Édition | Planica 1979 | Oberstdorf 1981 |
| Individuel        | Argent       | 19e             |

### Coupe du monde
- Meilleur classement général : 38e en 1981.
- 1 podium individuel : 1 troisième place.